# Rorbu

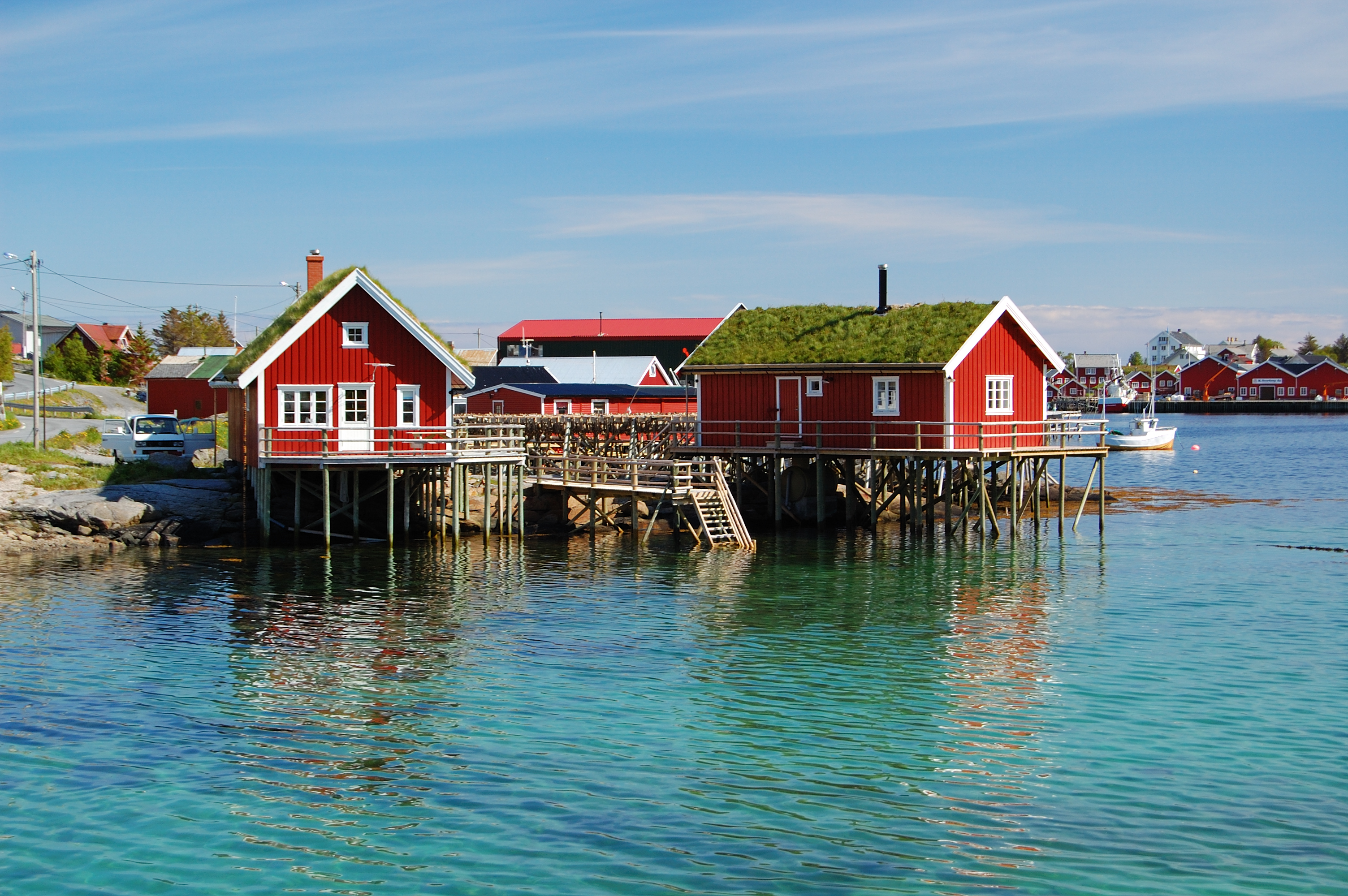
Een rorbu in Reine, 2009.

Een rorbu is een traditioneel Noors seizoenshuis dat door vissers werd gebruikt en dat doorgaans in een vissersdorp stond. Aangezien het gebruik van rorbuer om te vissen is afgenomen, wordt deze vorm van huisvesting grotendeels toegepast om toeristen te trekken. Ze worden nog wel gebruikt door haaienvissers op de Lofoten.

## Achtergrond
De huizen zijn op het land gebouwd, maar met het ene uiteinde op palen in het water, waardoor schepen gemakkelijk bereikbaar zijn. Deze bouwstijl is terug te zien langs de kust van West-Noorwegen en Noord-Noorwegen, en komt het meest voor op de Lofoten en noordwaarts naar Oost-Finnmark.

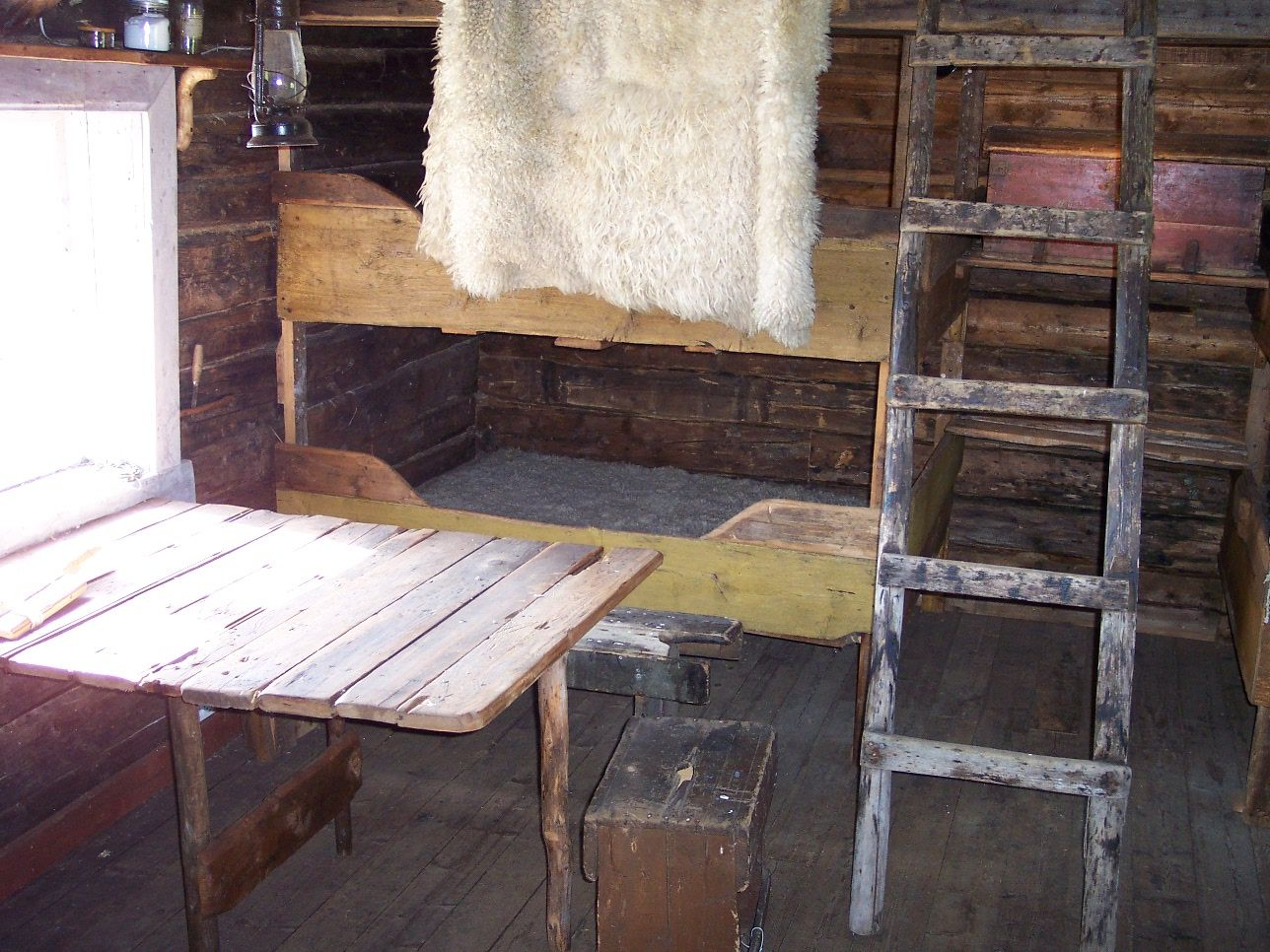
Het oorspronkelijke interieur van een rorbu.

Oorspronkelijk omvatte zo'n vissershut bedden voor een bootteam, ruimte om te koken en kamers om alle benodigde keukengerei en andere apparatuur op te bergen. Naast dat het huis gemakkelijk  bereikbaar moest zijn, stond het ook dicht bij zee zodat apparatuur rechtstreeks van de boot het huis in kon.

## Functie
Rorbu is een Noord-Noorse term voor 'seizoenshuis voor bezoekende vissers'. Aan de kust van Romsdal bestaat hetzelfde fenomeen, maar de seizoenswoningen worden daar fiskarstove ('vissershut'; letterlijk 'vissersfornuis') genoemd. In Hordaland spreekt men van een fjæremannshus, een vissershuis dat in de visseizoenen door (in de fjorden woonachtige) boeren werd gebruikt.
De term rorbu is inmiddels wijdverspreid, met name in de toeristische sector. Tegenwoordig worden veel seizoenshuizen namelijk als vakantiehuis aangeboden. Deze zijn sterk gemoderniseerd. Alleen de ligging en het exterieur doen nog denken aan hun oorspronkelijke functie.

## Galerij

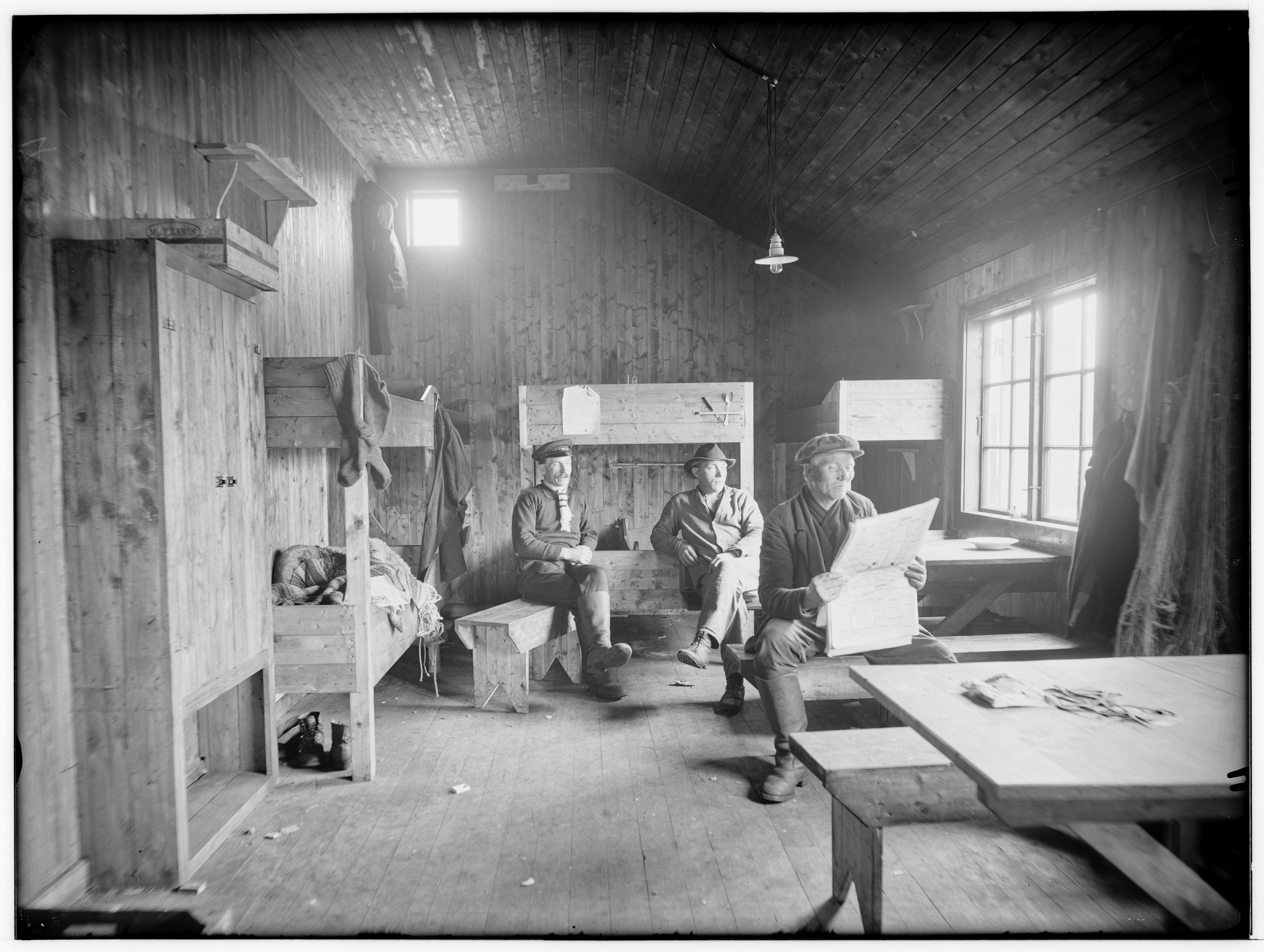
Het interieur van een rorbu in Kabelvåg, circa 1900-1910.
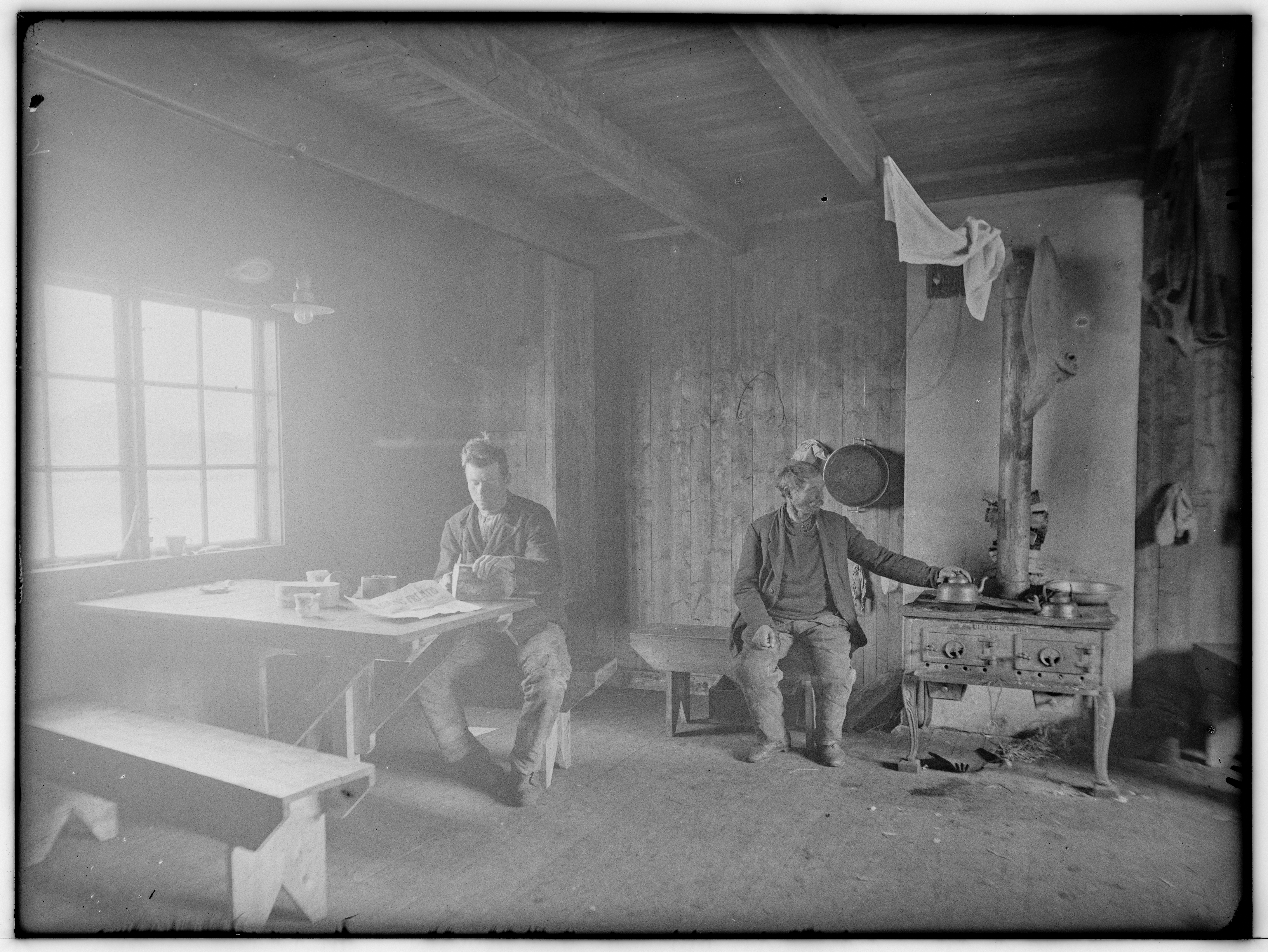
Het interieur van een rorbu in Kabelvåg, circa 1900-1910.
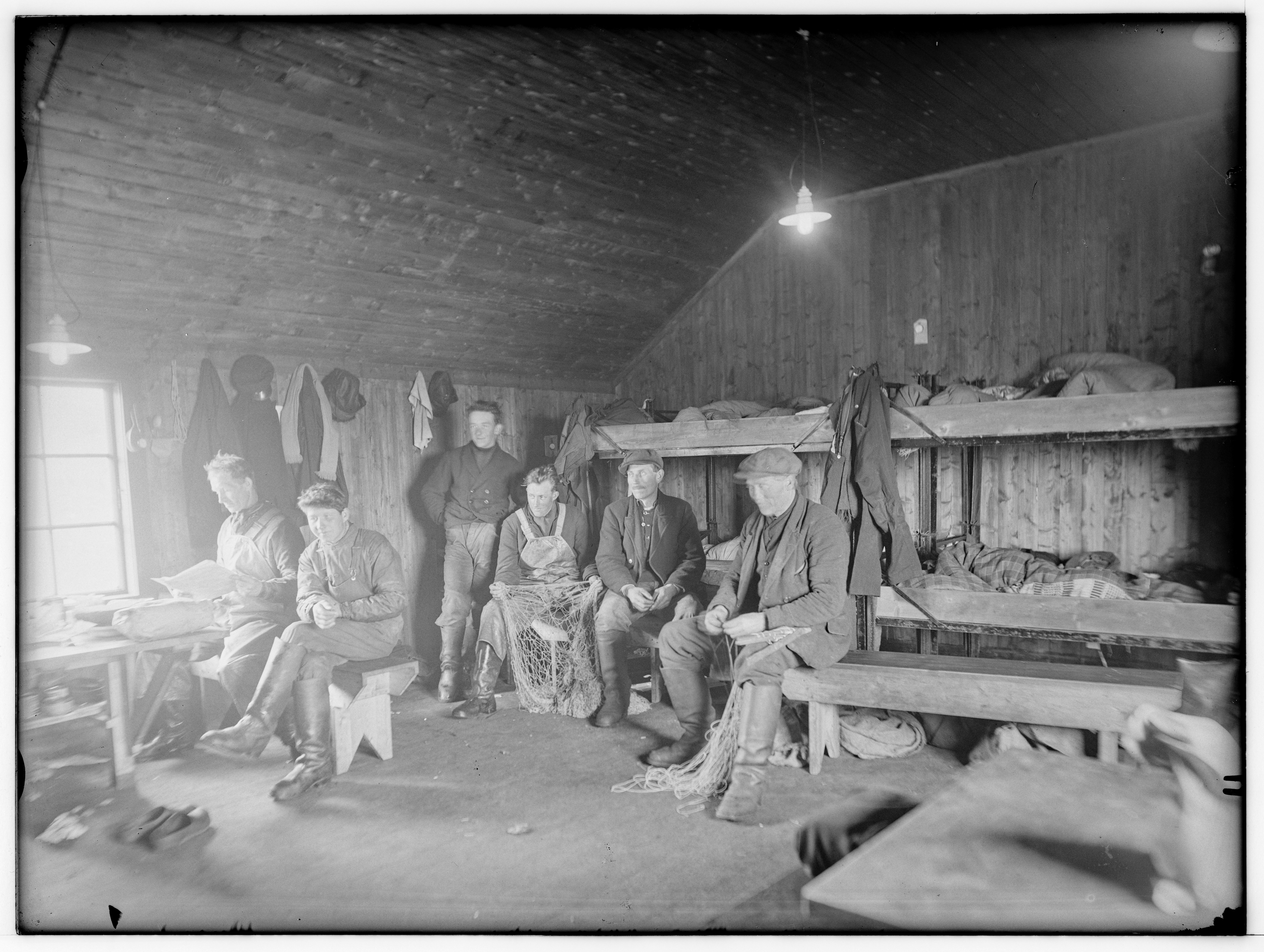
Het interieur van een rorbu in Kabelvåg, circa 1900-1910.